# Bornstedt (Mansfeld-Harz-du-Sud)
Bornstedt est une commune allemande de l'arrondissement de Mansfeld-Harz-du-Sud, Land de Saxe-Anhalt.

## Géographie
| Blankenheim | Wimmelburg |          |
| Allstedt    | Bornstedt  | Eisleben |
|             |            |          |

## Histoire
À la fin du IXe siècle, Bornstedt est mentionné sous le nom de Brunistat dans les domaines appartenant à l'abbaye d'Hersfeld. Sur une hauteur se trouvent les ruines d'un château fort.

## Source, notes et références
1. ↑  http://www.stala.sachsen-anhalt.de/wahlen/bm13/index.html

- (de) Cet article est partiellement ou en totalité issu de l’article de Wikipédia en allemand intitulé « Bornstedt (bei Eisleben) » (voir la liste des auteurs).